# Archibald C. Niven
Pour les articles homonymes, voir Niven.
Archibald Campbell Niven (né le 8 décembre 1803 à Newburgh, dans l'État de New York et mort le 21 février 1882  à Monticello) est un homme politique américain du XIXe siècle.

## Biographie
Après ses études, Archibald Niven a obtenu un poste comme substitut du comté de Sullivan de 1828 à 1840, puis comme adjudant général de New York en 1844. 
Membre du Parti démocrate, il a été élu à la Chambre des représentants lors des élections pour le 26e Congrès (4 mars 1845-3 mars 1847). 
Il a ensuite été procureur de district du comté de Sullivan de 1847 à 1850, puis membre du Sénat de l'État de New York en 1864 et 1865.
Archibald C. Niven est mort à Monticello, dans l'État de New York le 21 février 1882, à l'âge de 78 ans, et il fut enterré au cimetière de Rock Ridge.

## Sources
- (en) Fiche d'Archibald C. Niven sur le site officiel du Congrès des États-Unis